# Riedern (Bern)

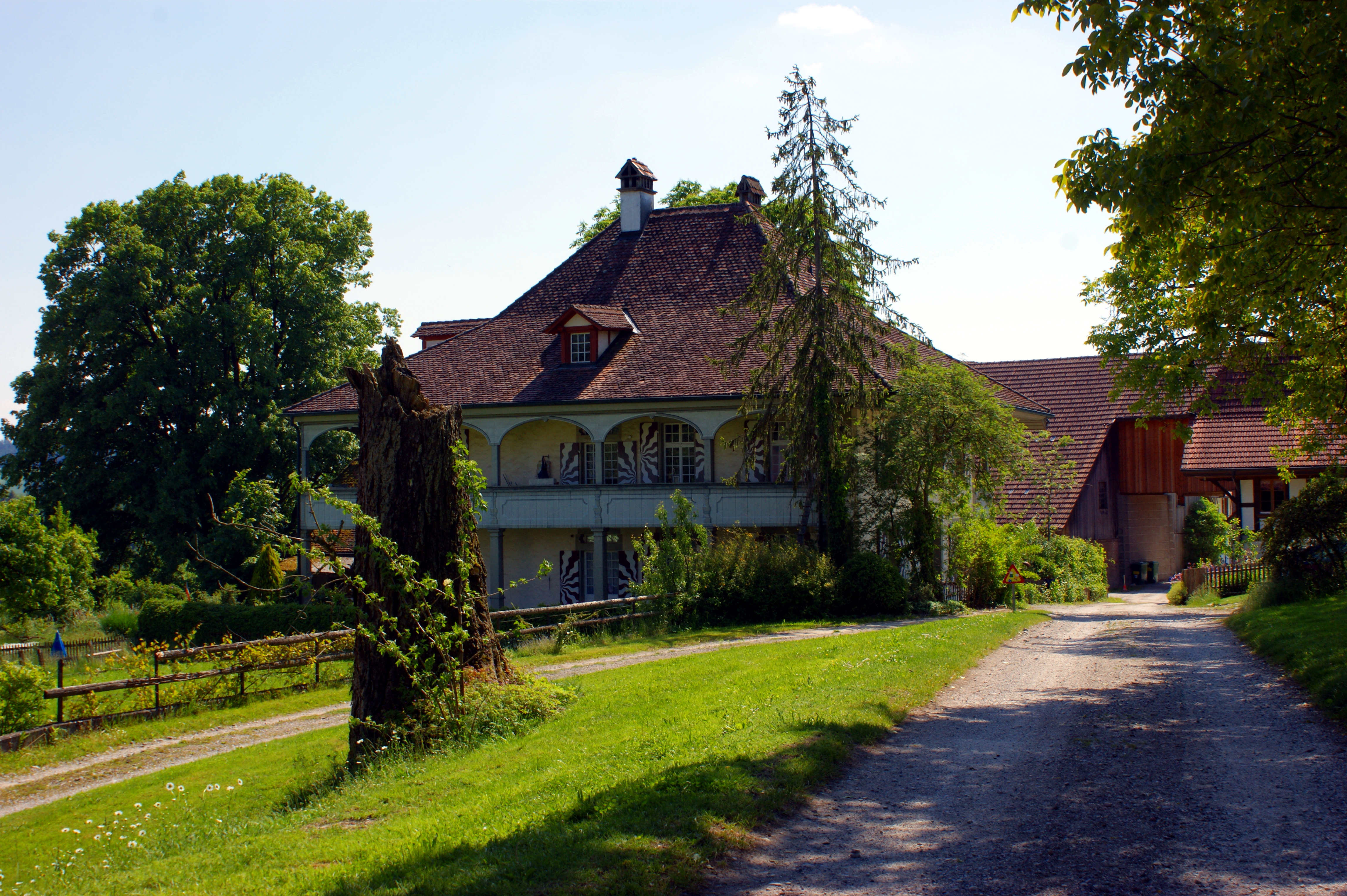
Wohnstock im Weiler Riedern

Riedern ist ein Weiler und ein Quartier der Stadt Bern. Es gehört zu den 2011 bernweit festgelegten 114 gebräuchlichen Quartieren und liegt im Stadtteil VI Bümpliz-Oberbottigen. Der Norden gehört zum statistischen Bezirk Bethlehem, der Süden zum statistischen Bezirk Oberbottigen. Es grenzt an die Bethlehemer Quartiere Eymatt, Eichholz und Gäbelbach sowie an die Bümplizer Quartiere Niederbottigen und Oberbottigen-Riedbach. Im Nordwesten befindet sich die Berner Stadtgrenze zu Frauenkappelen bzw. die Aare mit Wohlen bei Bern am anderen Ufer.
Im Jahr 2022 betrug die Wohnbevölkerung 316 Personen, davon 276 Schweizer und 40 Ausländer.

## Geschichte
Riedern hat einen hohen Anteil von Feldern und Wald. Der gleichnamige Weiler ist ländlich geprägt und wird von Gehöften bestimmt. Er wurde in das Bundesinventar der schützenswerten Ortsbilder der Schweiz von nationaler Bedeutung (ISOS 1066) aufgenommen.
Ein Wohngebiet Riedernrain ist terrassenförmig am Nordufer des Gäbelbaches aufgebaut. Die Eigentumswohnungen entstanden zwischen 1978 und 1988 in vier Etappen und umfassen heute 122 Häuser und acht Ateliers. Eine Piazza zieht sich quer durch die Siedlung, dient als Begegnungszone und trennt den oberen vom unteren Teil. Eine Ausdehnung der Stadtregion Bern auf Frauenkappelen und Wohlen wurde in der Regionalkonferenz Bern-Mittelland 2014 angedacht, dann wäre Riedern nicht mehr die Stadtgrenze.

## Industrie und Gewerbe
Bern Radio (Rufzeichen HEB) unterhielt in Riedern die einzige Küstenfunkstelle der Welt eines Binnenstaates. Seefunk in der Schweiz gab es seit 1941, seit 1. Januar 2009 erfolgte der Betrieb im Auftrag der Schweizerischen Eidgenossenschaft durch die Swisscom Broadcast AG. Im März 2016 wurde der Betrieb eingestellt.

## Verkehr
Die Verkehrsanbindung und weitere Infrastruktur für das Wohngebiet Riedernrain bestehen vor allem in Brünnen. Die Postautolinie 570 Mühleberg–Bahnhof Bern Westside hat eine Haltestelle auf der Hauptstrasse 1 und 10 (gemeinsamer Verlauf), die durch Riedern führt.